# Nederlandse Basisclassificatie
De Nederlandse basisclassificatie (NBC) is een van oorsprong Nederlands bibliotheekclassificatie-schema speciaal ontwikkeld voor wetenschappelijke bibliotheken. Deze classificatie is eind jaren tachtig van de twintigste eeuw ontwikkeld onder leiding van de Koninklijke Bibliotheek (Nederland), in gebruik sinds 1990 en wordt sindsdien bijgewerkt.

## Het doel van de basisclassificatie
Het doel van de basisclassificatie is oorspronkelijk drieledig:
- Indeling of categorisering van wetenschappelijke publicaties op onderzoeksgebieden.
- Zoekfunctie of onderwerpsontsluiting van boeken en tijdschriften door wetenschappelijke bibliotheken.
- Coördinatie van de collectievorming in Nederlandse wetenschappelijke bibliotheken.

In de praktijk wordt de basisclassificatie gebruikt samen met een gedetailleerd woordsysteem bestaande uit trefwoorden, aanduiding van plaats en tijd, vormtrefwoord, genretrefwoord en persoonsnaam als onderwerp.

## De opzet van de basisclassificatie
De huidige basisclassificatie is opgedeeld in 5 categorieën, 48 rubrieken en zo’n 2250 deelrubrieken. Rubrieken worden met twee cijfers aangegeven, deelrubrieken worden aangegeven door nog twee cijfers achter dat van de rubriek waartoe zij behoren, gescheiden door een punt. Zo is rubriek 33 de natuurkunde, en wordt de deelrubriek elektromagnetisme als 33.16 aangegeven. Met de vijf categorieën en de 48 rubrieken biedt de NBC de volgende hoofdopdeling:
- 01 Algemene werken tot filosofie, met de rubrieken:
  - 02 Wetenschap en cultuur in het algemeen
  - 05 Communicatiewetenschap
  - 06 Documentaire informatie
  - 08 Filosofie

- 10 Geesteswetenschappen, met de rubrieken:
  - 11 Theologie, godsdienstwetenschappen
  - 15 Geschiedenis
  - 17 Algemene taal- en literatuurwetenschap
  - 18 Taal- en letterkunde naar afzonderlijke talen
  - 20 Kunstwetenschappen
  - 21 Afzonderlijke kunstvormen
  - 24 Theaterwetenschap, muziekwetenschap

- 30 Exacte wetenschappen, met de rubrieken:
  - 31 Wiskunde
  - 33 Natuurkunde
  - 35 Scheikunde
  - 38 Aardwetenschappen
  - 39 Astronomie
  - 42 Biologie
  - 43 Milieukunde
  - 44 Geneeskunde
  - 46 Diergeneeskunde
  - 48 Landbouwwetenschappen
  - 49 Huishoudkunde

- 50 Technische wetenschappen, met de rubrieken:
  - 51 Materiaalkunde
  - 52 Werktuigbouwkunde
  - 53 Elektrotechniek
  - 54 Informatica
  - 55 Verkeerstechniek, vervoerstechniek
  - 56 Civiele techniek, bouwkunde
  - 57 Mijnbouwkunde
  - 58 Procestechnologie

- 70 Sociale wetenschappen, met de rubrieken:
  - 71 Sociologie
  - 73 Culturele antropologie
  - 74 Sociale geografie, cartografie, planologie, demografie
  - 76 Recreatie, vrijetijdsbesteding
  - 77 Psychologie
  - 79 Andragologie
  - 80 Pedagogiek
  - 81 Onderwijs
  - 83 economie
  - 85 Bedrijfskunde, organisatiekunde, arbeidswetenschappen
  - 86 Recht
  - 88 Bestuurskunde
  - 89 Politicologie

## De ontwikkeling van de basisclassificatie
De NBC is tot stand gebracht in samenwerking met meerdere wetenschappelijke bibliotheken. De eerste versie van de NBC was slechts deels geautomatiseerd en in 1990 geïntroduceerd. In 1994 volgde de tweede versie, in 1998 de derde versie en in 2004 de vierde versie.